# Alpont
Alpont (en castellà i oficialment, Alpuente) és un municipi del País Valencià que es troba a la comarca de la Serrania.

## Geografia
Situat al nord-oest de la província, en el límit amb Terol, al sud de la serra del Sabinar, contrafort de la serralada de Javalambre, a una altitud de 975 metres.
El terme és abrupte, conformat per un relleu tabular conegut com les Moles d'Alpont que han estat dibuixades per l'acció erosiva dels nombrosos barrancs, com el Reguero (que banya el seu terme de nord a sud i del que a més aflueixen per dreta i esquerra, nombrosos barrancs més), la rambla de Baldovar i la rambla Arquela que arrepleguen les aigües d'altres subsidiaris, donant origen al riu de Xelva.
Les muntanyes o moles estan molt erosionades; els principals cims són: la Mola (1.511 m), Turó Negre (1.407 m), Fonts (1.238 m), el Pujol (1.289 m) i Barajuelo (1.114 m).
El clima és continental, i per la seua altitud és prou fred, donat que el municipi és molt a prop de la Serra de Javalambre.
Hi ha nombroses fonts, unes són per abastir les poblacions, altres s’utilitzen per al reg. De les primeres destquen: La font de El Collado, la de Corcolilla, la de la Cuevarruz, la de Baldovar, la de Camp de Daly i la de Csmp de Baix, així com la Font Nova i Marimacho, que estan canalitzades pel subministrament d’aigua potable a les Eres i Alpont.
Fonts dedicades al reg són, la Fonseca, los Gamellones, la del Cabezio y la d’Arquela.
La vila d'Alpont s'alça en el tossal que unix les muntanyes de Sant Cristòfol i el Castillo, en terrenys rocosos, obert per complet als vents del nord.
L'arbre més representatiu del municipi és la Savina turífera present per tot el territori arribant a formar extenses taques de bosc al nord, en algunes zones alternant amb parcel·les de cultiu, integrat per nombrosos exemplars centenaris; és aquesta la raó de la declaració del Savinar d’Alpont com Zona Especial de Conservació.

### Barris i pedanies
Al terme municipal d'Alpont es troben també els següents nuclis:

#### Llogarets poblats (amb població l'any 2025)[7]
- Baldovar
- Camp de Baix
- Camp de Dalt
- Corcolilla
- el Collado
- el Hontanar
- la Almeza
- la Torre
- la Cuevarruz
- les Eres o Bisbe Hernández
- La Canaleja

#### Llogarets com a segones residències:[7]
- La Carrasca.

#### Llogarets actualment despoblats:[7]
- La Hortichuela,
- El Chopo,
- Berandía,
- Benacatázara,
- Vizcota,
- Cañada Seca,
- Pozo Marín.

### Localitats limítrofes
El terme municipal d'Alpont limita amb les localitats següents: Aras de los Olmos, Xelva, La Iessa, Titaigües i Toixa. També limita amb Arcos de las Salinas, a la província de Terol.

### Accessos
S'accedix a esta localitat, des de València, prenent la CV-35 fins a enllaçar amb la CV-345.

## Demografia
| 1990  | 1992  | 1994  | 1996 | 1998 | 2000 | 2002 | 2004 | 2006 | 2007 | 2016 |
| ----- | ----- | ----- | ---- | ---- | ---- | ---- | ---- | ---- | ---- | ---- |
| 1.208 | 1.174 | 1.134 | 985  | 958  | 941  | 916  | 861  | 852  | 828  | 641  |

## Economia
A finals dels anys setanta del segle XX de l'extensió aproximada de 13000 ha que té el municipi, al voltant de 2500 es dediquen al cultiu de cereals; 1187, al de vinya i uns 9263 era muntanya en general dedicada a la pastura de la ramaderia.
Actualment, la localitat viu de:
- l'agricultura, que se centra al cultiu de vinya, l'ametller i el cereal fonamentalment encara que també es cultiven hortalisses, però només per a consum propi.
- i la ramaderia, amb diferents tipus d'explotacions ramaderes: ramaderia ovina, porcina, apícola, avícola, cunícola...

Aquestes dues activitats han creat una nova forma de viure que obté rendiments de productes agroalimentaris de qualitat per a la venda a altres zones i als turistes que hi van al terme municipal. Com a exemple tenen productes de carnisseria com la botifarra de pa o noves elaboracions com la sobrassada i llonganissa amanides amb tòfona.
A més, també es fan un altre tipus d'activitats, com la mineria (hi ha unes quantes mines de caolí en les zones de la Talaia, Pujol i Baldovar), la construcció i les empreses de serveis, en desenvolupament creixent per l'imminent auge del turisme.
En la segona mitat del segle xx es va procedir a la reforestació del terme. Funcionen una cooperativa vinícola i dos cellers.

## Les restes paleontològiques
A Alpont es troben nombroses restes paleontològiques, podem veure les empremtes de dinosaures en molts llocs del terme municipal. De fet el municipi compta amb nombrosos jaciments icnològics com ara:
| Jaciment                               | Localització | Fitxa de Wikidata | Imatge |
| -------------------------------------- | ------------ | ----------------- | ------ |
| Jaciment icnològic de Corcolilla       | Corcolilla   |                   |        |
| Jaciment icnològic de La Arquela       | La Arquela   |                   |        |
| Jaciment icnològic de Losilla          | Alpont       |                   |        |
| Jaciment icnològic de Vizcota          | Vizcota      |                   |        |
| Jaciment paleontològic Cañada Paris II | Alpont       |                   |        |
| Jaciment Cañada París I                | Alpont       |                   |        |

Aquests jaciments tenen diverses característiques, n'hi ha amb menys quantitat d'ossos i empremtes, com és el cas del de Vizcota mentre que altres, com al jaciment de Losilla presenten empremtes de grans dinosaures, encara que a causa del seu mal estat resulta complex determinar a què pertanyen. De tota manera tots aquests jaciments estan  declarats com a bé d'interès cultural per part de la Generalitat Valenciana.
El jaciment d'icnites Cañada París està datat en el trànsit Juràssic-Cretàcic, fa 140 milions d'anys. És un dels jaciments icnològics més ben preservats de la Comunitat Valenciana, amb diverses empremtes de dinosaures sauròpodes i de dinosaures teròpodes no avians.
Al jaciment de Corcolilla, on s'identifiquen 53 icnites tridàctils corresponents a dinosaures teròpodes i ornitòpodes de talla petita o mitjana.
L'estudi de la història paleontològica del Municipi d'Alpont es remunta a la dècada del 90 del segle XX, quan es van començar a fer excavacions paleontològiques als jaciments de dinosaures del juràssic superior – Cretaci Inferior, per part d'investigadors del departament de Geologia de la Universitat de València i de l'Institut de Paleontologia Miguel Crusafont.
Des de 1997, els geòlegs i paleontòlegs de la Universitat de València realitzen sistemàticament cada any excavacions paleontològiques amb resultats sorprenents, com són, l'aparició de tres grans dinosaures sauròpodes i altres dinosaures herbívors. dinosaures declarats bé d'interès cultural amb categoria de zona paleontològica.
El projecte paleontològic d'Alpont és únic en el seu contingut. Les restes de dinosaures d'Alpont pertanyen a un període geològic amb molt escassos jaciments a la resta del país.
L'ajuntament promogué la creació de l'Aula de Recuperació Paleontològica d'Alpont, amb la finalitat de recuperar i estudiar restes de dinosaures al municipi, fins que van estar preparades per ser exposades al museu paleontològic que es creà l'any 2008.

## Història
Encara que no se sap no res de l'època exacta de la fundació d'Alpont, consta la seva existència durant la dominació romana.
De fet, Alpont va estar ja habitada al llarg de l'edat del bronze, com demostren diferents restes trobades. Temps més tard van passar ibers i romans, però no és fins a l'arribada dels musulmans quan comença a prendre rellevància com a poble, en formar part d'al-Àndalus.

### Època musulmana
Després de formar part d'al-Àndalus, després de la caiguda del califat de Còrdova el 1030, aconseguix un notable creixement econòmic i cultural com a Regne de Taifes independent.
L'emirat musulmà d'Alpont fou regit per la dinastia del Beni Kasim o Medinites, aproximadament de 1009 a 1092. Els emirs de l'Emirat d'Alpont foren:
- Abdallah I ben Kasim, rei d'Alpont del 1009 al 1030
- Muhammad Yomm al-Dawlah, rei d'Alpont des de 1030
- Ahmad Adad al-Dawlah, rei d'Alpont des de 1042
- Muhammad II ben Ahmad; rei d'Alpont en el 1043, destronat per Abdallah II
- Abdallah II Xanah al-Dawlah; rei des de 1043 a 1106[25]

El 1089 va quedar sota protectorat del Cid. El 1103 va ser ocupada pels Almoràvits i va passar a l'emirat de València el 1145. El 1172 va estar incorporada als dominis dels almohades fins al 1229 que va quedar integrada a l'emirat de Múrcia. El 1238 va ser conquerida pel rei de Catalunya i Aragó.

### Conquesta de Jaume I
Al voltant de 1229 les terres valencianes es dividien en tres "regnes" o zones:
- Regne independent de València, regit per l'últim rei musulmà de València, Zayyan ibn Mardanix, que es va alçar contra els almohades, primer a Onda i no va trigar a assolir València a finals de 1228 o a començaments de 1229, desplaçant el seu governador (Abu-Zayd).
- La zona d'Alzira-Xàtiva-Dènia, on els Zayyan havien imposat la seva autoritat, i reconeixien com a califa Ibn Hud de Múrcia, que al seu torn se sotmetia al Califat Abbàssida d'Orient.
- La zona de Segorbe (a la qual pertanyia Alpuente), dominada per Abuzeyt, que continuava reconeixent oficialment el califa almohade Abulola.

Aquestes zones solien estar enfrontades les unes amb les altres sovint.
La situació d'Abu-Zayd era molt compromesa perquè mentre encara reconeixia oficialment el califa almohade Abu-l-Ulà Idrís al-Mamun, signava treves amb Ferran III de Castella, per evitar incursions de les tropes castellanes. També els cavallers de Terol feien incursions als seus territoris el que va empènyer Abu-Zaid a buscar suports urgentment, signant un acord amb Jaume I a Calataiud el 20 d'abril de 1229, pel qual, es convertia en vassall del rei aragonès a canvi d'expulsar de València i Zayyan ibn Mardanix, pagant-li una quarta part de les rendes del territori que recuperés, i en senyal de bona fe lliuraria els castells de Peníscola, Morella, Culla, Alpont, Xèrica i Sogorb.
El 1232 a Terol, reunits de nou Jaume I i Abu-Zayd, aquest últim, va lliurar tots els drets que s'havia reservat, respecte a la ciutat de València i el seu regne, a l'acord de Calataiud; en reconeixement dels serveis prestats per Jaume I.
El 1236, Abu-Zayd es converteix al cristianisme i en prova de fe va concedir al Bisbe de Sogorb la Comarca de l'Alt Millars. Aquest tractat es va ratificar donant de nou a Jaume I Alpont com a ostatges, perquè instal·lés a la plaça una guarnició.
Quan Jaume I va conquerir la ciutat de València i va iniciar el procés de conquesta de la resta del territori circumdant, seguint els camins va anar estenent el seu control, per la vall del Túria fins a arribar a Llíria i d'allà Alpont, que segons alguns autors va haver de conquerir-se al voltant de 1240.

### Alpont a la Corona d'Aragó
Al Llibre del Repartiment, sembla que Alpont queda al marge del repartiment de terres, ara bé, atesa la importància estratègica de la localitat, apareix sovint en els documents de Jaume I, per la preocupació de mantenir en les millors condicions, tant el castell com les muralles d'Alpont per la seva utilitat defensiva.
Entre 1238-1240 Jaume I atorgà a Alpont la  carta de població i ho va repoblar la zona amb cristians procedents del Regne d'Aragó. Des de la conquesta cristiana la vila d'Alpont fou la capital d'una batllia que comprenia també els actuals termes d'Ares dels Oms, Titaigüess i La Iesa. Aquesta batllia funcionà des d'aproximadament 1238 fins a 1707 (amb el Decret de Nova Planta), any en què s'aboliren els furs, passant la Reial Hisenda a ser responsabilitat d'un nou oficial que era conegut com a intendent.
En ser pas obligat de la zona i frontera dels regnes d'Aragó i Castella, li van atorgar excepcional importància, i i va patir els avatars dels conflictes bèl·lics entre ambdós regnes.
Va ser vila reial amb vot en les corts i s'hi van celebrar Corts del Regne de València en 1319 i 1383. El 1363 fou presa per Pere el Cruel durant la guerra dels Dos Peres.

### Alpont del segle XV al XVIII
La seua importància econòmica queda clara al segle XV, amb la proliferació  de cases nobiliàries. Aquesta situació es devia en gran part a la seua condició de punt d'entrada d'una canyada reial per la qual circulava principalment bestiar lanar i sobre el qual tenia dret de peatge.
Aquest  segle XV és el de màxim apogeu poblacional es pot demostrar l'existència de fins a 23 nuclis de població dispersos per l'actual municipi d'Alpont, molts dels quals continuen poblats encara al segle XXI, com els són els llogarets del Collado, La Torre, El Hontanar, Corcolilla, L'Almeza, Les Canalejas de Dalt i de Baix, La Cuevarruz, les Eres, Baldovar, Camp de Dalt i Camp de Baix.
Al segle XVI, Alpont tenia representació de vila a les Corts Valencianes creades el 1510.
Al segle XVIII és  quan se succeeixen les segregacions de la batllia dos  territoris , que passaren a ser  nuclis independents  d'Alpont; el 1728, Ares d'Alpont (actualment anomenada Ares dels Oms) i  el 1729, Titaigües.

### Alpont a les Guerres Carlines
A partir de la divisió provincial realitzada per Javier de Burgos en 1833, es crearen els partits judicials. Segons el Decret Reial del 21 d'abril 1834, es crea a la província de València el Partit Judicial d'Alpont, amb capital a Xelva i format pels municipis següents (segons text original): «Ademuz, Alpuente, Aras de Alpuente, Benagever, Casasaltas, Casasbajas, Castielfavit, Chelva (la capital), Layesa, Negron, Olmo, Puebla de San Miguel, Rato ó Cuesta del Rato, Royo Cerezo, Santos, Sesga, Sinarcas, Titaguas, Torrealta, Torrebaja, Tuejar, Val, Vallanca».
A la Primera Guerra Carlina, el 1835, Alpont fou ocupat militarment per les tropes carlines de Cabrera. El 1840 els carlins incendien i enderroquen masies i edificis que pogueren ser fortificats a Alpont i els seus llogarets i a l'abril d'aquest mateix any,  Azpiroz  rep ordre d'assetjar i prendre la vila el castell d'Alpont, aconseguint-ho el 2 de maig.
Durant la Tercera Guerra Carlina, els fets més destacats tingueren lloc al Fort del Collado. Al castell estaven els carlins els quals van rebre un ultimàtum de rendició immediata per part de les tropes liberals, que fou ignorada pels carlins. L'artilleria liberal situada a la mola del Buitre atacà i el 1875 va prendre el Castell del Poyo, que quedà totalment destruït.

### Alpont a la guerra civil del 36
Durant la Guerra Civil Espanyola, el terme municipal d'Alpont es mantingué sempre a la zona republicana, seguint l'esdevenir dels processos de batalla i moviment de les tropes als diferents fronts situats a l'altra banda de la muntanya La Ceja. Se situà en una zona de rereguarda amb la presència de milicians i instal·lacions sanitàries pròpies de les zones properes al capdavant.
Destaquen les restes de l'Hospital de Sang dels Corrals dels Garcías, que té al seu voltant  diverses fosses on van enterrar les víctimes mortals de l'hospital i de la contesa, per la qual cosa hi podria haver nombroses restes.
Serà sobretot en els darrers anys de la guerra, amb el trasllat de les zones de combat al Front de Llevant, quan el conflicte armat s'apropa molt al terme municipal. A partir gener de 1938 i fins a final de la guerra el front se situarà en una zona molt propera, a la Línia XYZ. Cal destacar, per proximitat, les Batalles del Racód'Arnau i la Batalla de Javalambre, a l'agost i setembre de 1938.

## Política i govern

### Composició de la Corporació Municipal
El Ple de l'Ajuntament està format per 7 regidors. En les eleccions municipals de 26 de maig de 2019 foren elegits 5 regidors del Partit Popular (PP) i 2 del Partit Socialista del País Valencià (PSPV-PSOE).
| Eleccions municipals de 26 de maig de 2019 - Alpont                                                                           |                                          |                                     |                                     |      |          |          |
| Candidatura | Candidatura                              | Candidatura                         | Cap de llista                       | Vots | Vots     | Regidors |
| | Partit Popular                           |                                     | Alicia Pérez Debón                  | 226  | 61,58%   | 5 ()     |
| | Partit Socialista del País Valencià-PSOE |                                     | Fernando Piera Pascual              | 114  | 31,06%   | 2 ()     |
| | Altres candidatures                      |                                     |                                     | 11   | 3,00%    | 0        |
| | Vots en blanc                            |                                     |                                     | 16   | 4,36%    |          |
| Total vots vàlids i regidors                                                                                                  | Total vots vàlids i regidors             | Total vots vàlids i regidors        | Total vots vàlids i regidors        | 367  | 100 %    | 7        |
| | Vots nuls                                | Vots nuls                           | Vots nuls                           | 12   | 3,17%    |          |
| Participació (vots vàlids més nuls)                                                                                           | Participació (vots vàlids més nuls)      | Participació (vots vàlids més nuls) | Participació (vots vàlids més nuls) | 379  | 67,32%** |          |
| Abstenció | Abstenció                                | Abstenció                           | Abstenció                           | 184* | 32,68%** |          |
| Total cens electoral | Total cens electoral                     | Total cens electoral                | Total cens electoral                | 563* | 100 %**  |          |
| Alcaldessa: Alicia Pérez Debón (PP) (15/06/2019) Per majoria absoluta dels vots dels regidors (5 vots de PP)                  |                                          |                                     |                                     |      |          |          |
| Fonts: JEC, JEZ Llíria, M. Interior, Periòdic Ara. (* No són vots sinó electors. ** Percentatge respecte del cens electoral.) |                                          |                                     |                                     |      |          |          |

### Alcaldes
Des de 2015 l'alcaldessa d'Alpont és Alicia Pérez Debón del Partit Popular.
| Període                       | Alcalde o alcaldessa       | Partit polític | Data de possessió | Observacions |
| ----------------------------- | -------------------------- | -------------- | ----------------- | ------------ |
| 1979–1983                     | Abelardo Martínez Martínez | PSPV-PSOE      | 19/04/1979        | --           |
| 1983–1987                     | Abelardo Martínez Martínez | PSPV-PSOE      | 28/05/1983        | --           |
| 1987–1991                     | Abelardo Martínez Martínez | PSPV-PSOE      | 30/06/1987        | --           |
| 1991–1995                     | José Villar Peñalver       | PP             | 15/06/1991        | --           |
| 1995–1999                     | José Villar Peñalver       | PP             | 17/06/1995        | --           |
| 1999–2003                     | Amparo Rodríguez Sambonet  | PP             | 03/07/1999        | --           |
| 2003–2007                     | Amparo Rodríguez Sambonet  | PP             | 14/06/2003        | --           |
| 2007–2011                     | Amparo Rodríguez Sambonet  | PP             | 16/06/2007        | --           |
| 2011–2015                     | Amparo Rodríguez Sambonet  | PP             | 11/06/2011        | --           |
| 2015–2019                     | Alicia Pérez Debón         | PP             | 13/06/2015        | --           |
| 2019-2023                     | Alicia Pérez Debón         | PP             | 15/06/2019        | --           |
| Des de 2023                   | n/d                        | n/d            | 17/06/2023        | --           |
| Fonts: Generalitat Valenciana |                            |                |                   |              |

## Monuments

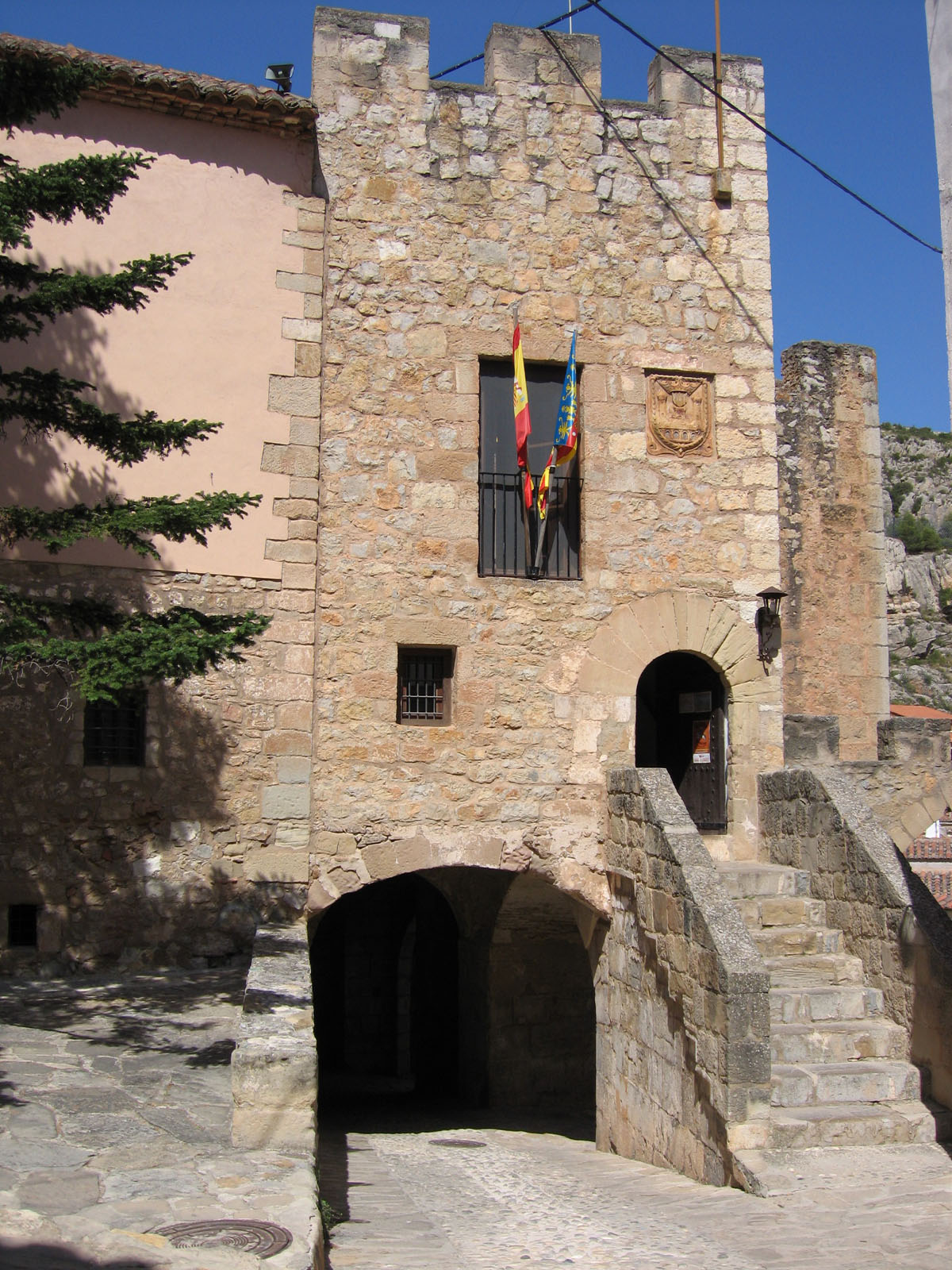
Torre de l'Aljama

### Monuments civils
- Muralles: Conserva unes quantes torres i portes de la desapareguda muralla.
- El Castell d'Alpont: S'alça dalt de la gran mola de pedra sobre la qual s'assenta el poble. Encara que des de mitjan segle XIX està en ruïnes, durant la majoria part de la història alpontina va donar refugi a les gents de la vila quan les muralles no podien resistir l'ímpetu dels assaltants. Encara guarda, davall de les estructures afonades, una valuosa informació arqueològica.
- El Castell del Poyo: També conegut com a Fort del Collado, es troba al terme municipal d'Alpont, a uns 12 quilòmetres al nord de la població, prop del llogaret del Collado.
- Torre de l'Aljama: Edifici situat on va estar l'antiga aljama, de la qual queda una torre emmerletada; en els baixos està el saló on es van celebrar les Corts del Regne de València en els anys 1319 i 1383. Va ser casa de la vila fins al 2012.
- Aqüeducte: Es diu que en l'aqüeducte hi ha l'origen del nom d'Alpont. Està compost per una vintena d'arcs ogivals de maçoneria restaurada recentment i té una llargària pròxima als 110 metres, per on passa el canal d'aigua que ve de la Font Nova fins a la vila. L'arc central fou destruït per una avinguda d'aigua i actualment ocupa el seu lloc una desafortunada peça de formigó.

### Monuments religiosos
- Església de la Consolació, del segle xiv
- Ermita de Santa Bàrbara (Alpont)
- Ermita de Santa Bàrbara (Camp de Dalt)
- Ermita de la Puríssima Concepció (Alpont)
- Ermita de Sant Roc de Baldovar
- Ermita de Sant Josep (la Cuevarruz)
- Església de Sant Miquel Arcàngel (el Collado)
- Església de Sant Bernabeu Apòstol de Corcolilla
- Ermita de la Mare Sagrament (la Carrasca)

## Llocs d'interés
- Sabines monumentals. Sabines situades a la serra de les Sabines. La sabina més espectacular és la coneguda com la Juana, a la partida de Cañada Pastores.
- Alt del Viso. Microrreserva de flora.

## Festes locals
- Sant Antoni Abad. Se celebra el 17 de gener amb la tradicional benedicció dels animals.
- Festes Patronals. Cada tres anys, en els mesos de maig i agost, es realitza la "baixada" o trasllat de la Mare de Déu de la Consolació (trobada en 1614), des de l'església de la Corcolilla fins a la vila. Durant la processó es reciten versos (denominats a Alpont dichos), de súplica i agraïment a la imatge. Amb esta ocasió hi ha festejos profans i religiosos.
- Sant Blai, patró d'Alpont. Se celebra el 3 de febrer i repartixen taronges beneïdes.

## Gastronomia d'Alpont
La gastronomia d'Alpont  està basada en productes agrícoles i ramaders de la zona, com a la resta de municipis de la   comarca. Entre les especialitats destaquen: l'embotit i les carns d'orsa, l'olla de poble, els gaspatxos, les farinetes, les molles, la caldereta, l'olla i els diferents guisats de xai.
Pots consultar algunes de les receptes típiques d'Alpont al viquiprojecte Viquillibres, on hi ha un apartat sobre Gastronomia d'Alpont.
El  Museu Etnològic d'Alpont, L'Etno. Museu Valencià d'Etnologia , l'Ajuntamet d'Alpont  i l'Àrea de Cultura de la Diputació de València, han col·laborat per publicar un llibre: Alpuente. Memoria de las Recetas de un Pueblo; que recull un bon grapat de receptes típiques d'aquesta localitat.

## Fills il·lustres
- Marià Peset de la Raga (29 de desembre de 1780 - 9 d'abril de 1850), fou un metge i professor universitari valencià, iniciador de la nissaga dels Peset, formada sobretot de metges i polítics republicans i liberals, entre els quals cal destacar els seus fills Joan Baptista i Vicent Peset i Vidal, el seu net Vicent Peset i Cervera, i els seus besnets Joan Baptista i Mariano Peset i Alexandre.
- P. Antonio Pinazo, S.J. (el Chopo, 26 setembre 1750 - Màntua, 27 març 1820), fill de llauradors estudià a la ciutat de Sogorb per traslladar-se després a València per copntinuar els estudis al col·legi de Sant Pau, on estudià retòrica i poètica. Ingresà als jesuïtes i fou expulsat amb la resta dels seus companys el 1767, instal·lant-se a Itàlia, on dedicà tota la seua vida a la literatura.[44]
- Matías Domingo Ramón, nascut a Alpont i mort el 12 de març de 1730. Fou doctor i catedràtic de Teoria de la medicina i de Llengua Grega de la Universitat de València.[45]
- Beat Francisco Pinazo Peñalver (el Chopo, 24 d'agost de 1802 - Damasc 1860). Els seus pares el batejarem com Bartomeu, però ell, al professar els vots prengué el nom de Francisco. Amb vint-i-vuit anys, va ingressar al Convent Sant Francesc de València per iniciar el seu noviciat. Dos anys després va ser enviat al Monestir de Santa Clara de Gandia, on va exercir de sagristà, ja amb el nom religiós de Francesc.[46] Afectat, com la resta dels seus germans de professió, per la desamortització de Mendizábal, fou l'exclaustrat i, ja sense hàbit, exercí d'almoiner recollint ajuda i caritat per la ciutat ducal.[47] De tornada a la vida d'hàbit, Francisco Pinazo va recórrer diverses comunitats de franciscans a Nicòsia, Natzaret, Jaffa i Jerusalem, exercint amb humilitat i senzillesa de cuiner, sastre, almoiner i sagristà. El 1843 aconseguí arribar a Terra Santa on habità en diferents llocs fins que el 1860 fou martiritzat a Damasc.[47]
- Joaquín Hernández Herrero (les Eres, 16 gener 1808- Sogorb, 19 febrer 1868),[48] fou bisbe de  Badajoz (1864-1865) i de Sogorb-Castelló de 1865 a 1868.[49]